# Lahas
Lahas (Lahàs en gascon) est une commune française située dans le sud-est du département du Gers en région Occitanie. Sur le plan historique et culturel, la commune est dans le Gimoès, un petit territoire autour de Gimont, traversé en son milieu par la Gimone.
Exposée à un climat océanique altéré, elle est drainée par la Marcaoue, le ruisseau de Lahas, le ruisseau du Bigo et par divers autres petits cours d'eau. La commune possède un patrimoine naturel remarquable composé d'une zone naturelle d'intérêt écologique, faunistique et floristique.
Lahas est une commune rurale qui compte 181 habitants en 2022, après avoir connu un pic de population de 680 habitants en 1806.  Elle fait partie de l'aire d'attraction de Toulouse. Ses habitants sont appelés les Lahasiens ou  Lahasiennes.

## Géographie

### Communes limitrophes
Les communes limitrophes sont  Bézéril, Frégouville, Maurens, Montiron, Noilhan et Saint-André.
| Montiron    | Maurens |             |
| Saint-André | Lahas   | Frégouville |
|             | Bézéril | Noilhan     |

### Géologie et relief
Lahas se situe en zone de sismicité 1 (sismicité très faible).

### Hydrographie

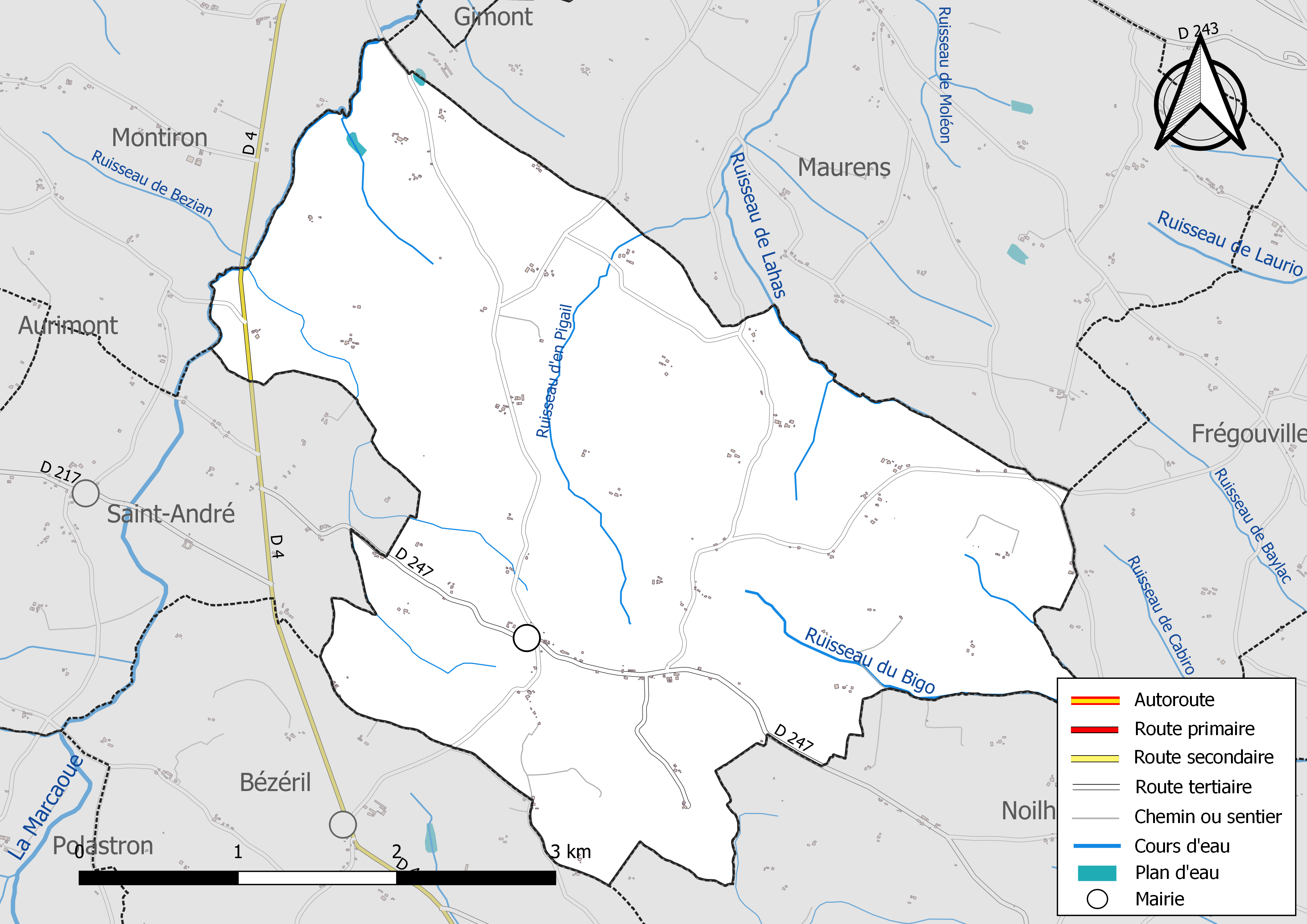
Réseaux hydrographique et routier de Lahas.

La commune est dans le bassin de la Garonne, au sein du bassin hydrographique Adour-Garonne. Elle est drainée par la Marcaoue, le ruisseau de Lahas, le ruisseau du Bigo, le ruisseau d'en Pigail et par divers petits cours d'eau, qui constituent un réseau hydrographique de 10 km de longueur totale,.
La Marcaoue, d'une longueur totale de 36,4 km, prend sa source dans la commune de Simorre et s'écoule du sud-ouest vers le nord-est. Elle traverse la commune et se jette dans la Gimone à Touget, après avoir traversé 15 communes.

### Climat
Pour des articles plus généraux, voir Climat de l'Occitanie et Climat du Gers.
En 2010, le climat de la commune est de type climat du Bassin du Sud-Ouest, selon une étude s'appuyant sur une série de données couvrant la période 1971-2000. En 2020, Météo-France publie une typologie des climats de la France métropolitaine dans laquelle la commune est exposée à un climat océanique altéré et est dans la région climatique Aquitaine, Gascogne, caractérisée par une pluviométrie abondante au printemps, modérée en automne, un faible ensoleillement au printemps, un été chaud (19,5 °C), des vents faibles, des brouillards fréquents en automne et en hiver et des orages fréquents en été (15 à 20 jours).
Pour la période 1971-2000, la température annuelle moyenne est de 13 °C, avec une amplitude thermique annuelle de 15,5 °C. Le cumul annuel moyen de précipitations est de 770 mm, avec 9,4 jours de précipitations en janvier et 5,5 jours en juillet. Pour la période 1991-2020, la température moyenne annuelle observée sur la station météorologique installée sur la commune est de 13,9 °C et le cumul annuel moyen de précipitations est de 633,5 mm,. Pour l'avenir, les paramètres climatiques de la commune estimés pour 2050 selon différents scénarios d'émission de gaz à effet de serre sont consultables sur un site dédié publié par Météo-France en novembre 2022.
| Mois                                  | jan.          | fév.           | mars          | avril         | mai           | juin          | jui.          | août          | sep.          | oct.          | nov.          | déc.          | année      |
| ------------------------------------- | ------------- | -------------- | ------------- | ------------- | ------------- | ------------- | ------------- | ------------- | ------------- | ------------- | ------------- | ------------- | ---------- |
| Température minimale moyenne (°C)     | 3,3           | 3,2            | 5,5           | 8,2           | 11            | 14,6          | 16,5          | 16,2          | 13,9          | 11,2          | 6,8           | 3,8           | 9,5        |
| Température moyenne (°C)              | 6,2           | 6,9            | 9,7           | 12,8          | 15,7          | 19,8          | 22,1          | 21,8          | 19,3          | 15,4          | 10            | 6,9           | 13,9       |
| Température maximale moyenne (°C)     | 9,2           | 10,5           | 13,9          | 17,3          | 20,4          | 25,1          | 27,6          | 27,4          | 24,6          | 19,6          | 13,1          | 9,9           | 18,2       |
| Record de froid (°C) date du record   | −7,4 27.01.07 | −11,3 08.02.12 | −8,4 01.03.05 | −1,4 04.04.22 | 2,1 05.05.19  | 6,7 01.06.06  | 10,4 15.07.16 | 9,7 31.08.10  | 6,6 27.09.10  | −1,5 25.10.03 | −5,5 18.11.07 | −7,3 24.12.05 | −11,3 2012 |
| Record de chaleur (°C) date du record | 21,6 30.01.13 | 24,1 27.02.19  | 25,1 30.03.06 | 30,1 09.04.11 | 32,2 18.05.22 | 38,4 29.06.19 | 38 23.07.19   | 41,5 24.08.23 | 34,6 05.09.06 | 32,7 01.10.23 | 24,3 07.11.15 | 19,6 31.12.21 | 41,5 2023  |
| Précipitations (mm)                   | 60,1          | 41,6           | 51,1          | 63,8          | 78,9          | 55            | 42,6          | 46,1          | 40            | 51            | 55,8          | 47,5          | 633,5      |

### Milieux naturels et biodiversité

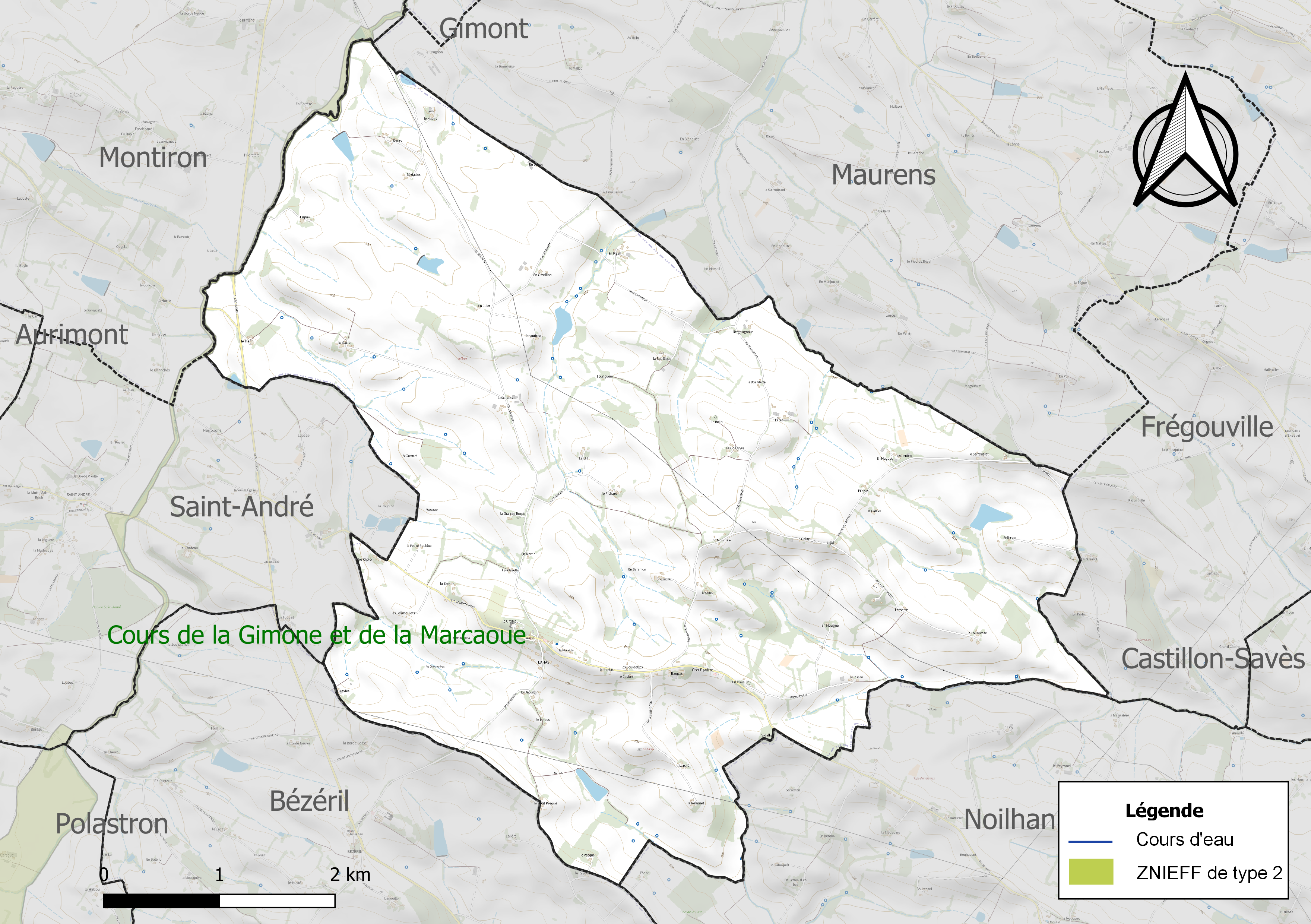
Carte de la ZNIEFF de type 2 localisée sur la commune.

L’inventaire des zones naturelles d'intérêt écologique, faunistique et floristique (ZNIEFF) a pour objectif de réaliser une couverture des zones les plus intéressantes sur le plan écologique, essentiellement dans la perspective d’améliorer la connaissance du patrimoine naturel national et de fournir aux différents décideurs un outil d’aide à la prise en compte de l’environnement dans l’aménagement du territoire.
Une ZNIEFF de type 2 est recensée sur la commune :
le « cours de la Gimone et de la Marcaoue » (3 085 ha), couvrant 60 communes dont cinq dans la Haute-Garonne, 37 dans le Gers, une dans les Hautes-Pyrénées et 17 dans le Tarn-et-Garonne.

## Urbanisme

### Typologie
Au 1er janvier 2024, Lahas est catégorisée commune rurale à habitat très dispersé, selon la nouvelle grille communale de densité à sept niveaux définie par l'Insee en 2022.
Elle est située hors unité urbaine. Par ailleurs la commune fait partie de l'aire d'attraction de Toulouse, dont elle est une commune de la couronne,. Cette aire, qui regroupe 527 communes, est catégorisée dans les aires de 700 000 habitants ou plus (hors Paris),.

### Occupation des sols
L'occupation des sols de la commune, telle qu'elle ressort de la base de données européenne d’occupation biophysique des sols Corine Land Cover (CLC), est marquée par l'importance des territoires agricoles (100 % en 2018), une proportion identique à celle de 1990 (100 %). La répartition détaillée en 2018 est la suivante : 
terres arables (100 %). L'évolution de l’occupation des sols de la commune et de ses infrastructures peut être observée sur les différentes représentations cartographiques du territoire : la carte de Cassini (XVIIIe siècle), la carte d'état-major (1820-1866) et les cartes ou photos aériennes de l'IGN pour la période actuelle (1950 à aujourd'hui).

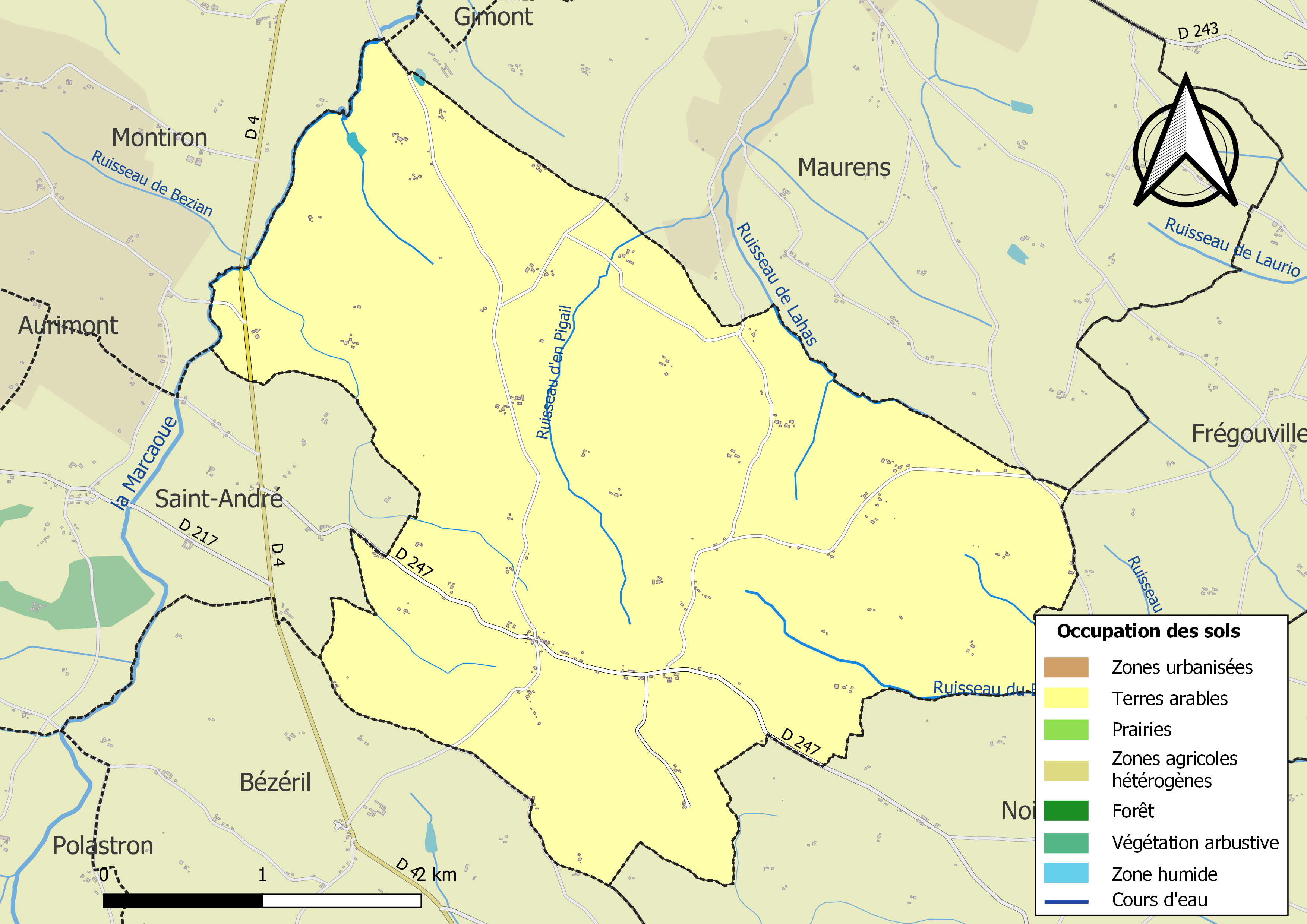
Carte des infrastructures et de l'occupation des sols de la commune en 2018 (CLC).

### Risques majeurs
Le territoire de la commune de Lahas est vulnérable à différents aléas naturels : météorologiques (tempête, orage, neige, grand froid, canicule ou sécheresse) et séisme (sismicité très faible). Un site publié par le BRGM permet d'évaluer simplement et rapidement les risques d'un bien localisé soit par son adresse soit par le numéro de sa parcelle.

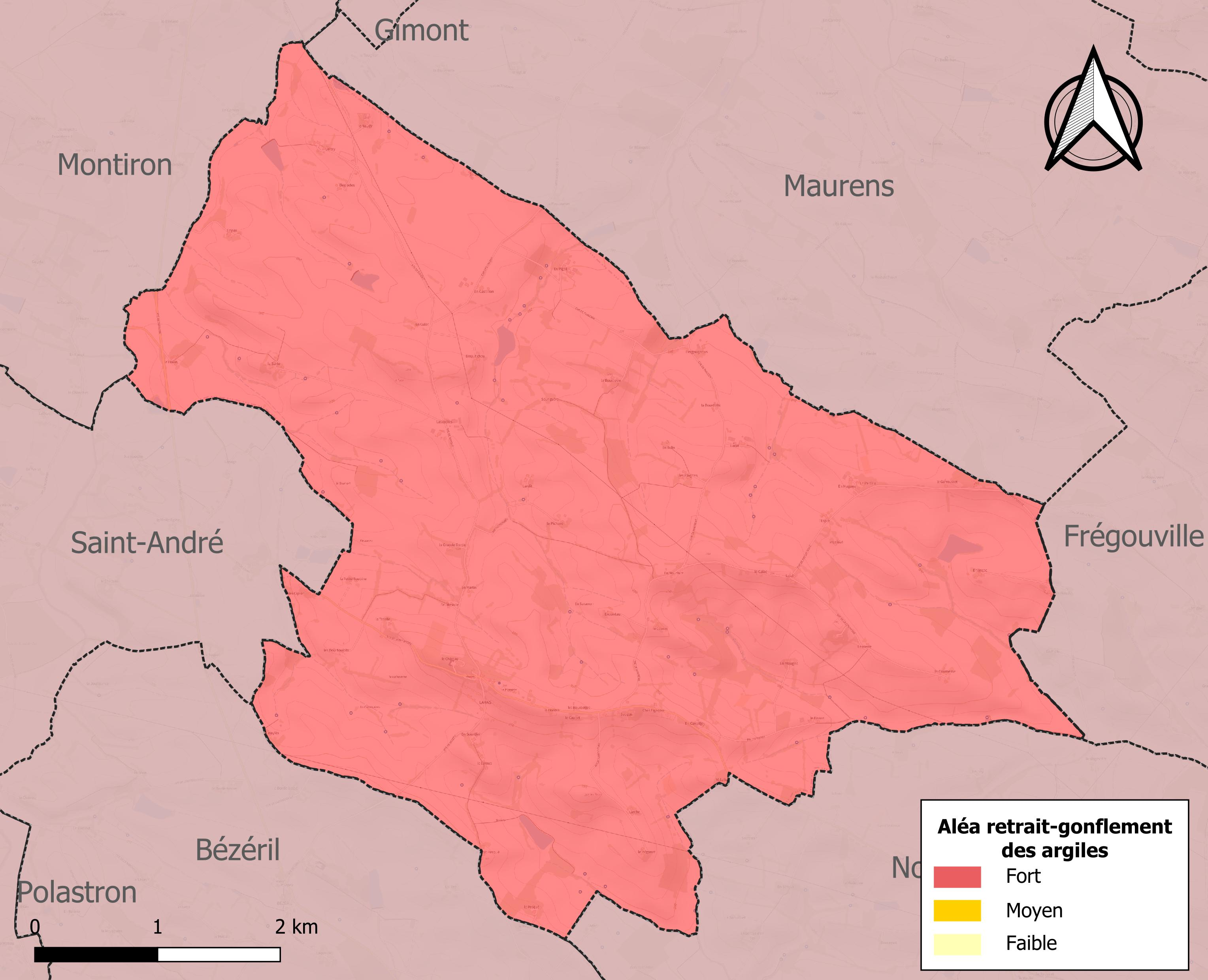
Carte des zones d'aléa retrait-gonflement des sols argileux de Lahas.

Le retrait-gonflement des sols argileux est susceptible d'engendrer des dommages importants aux bâtiments en cas d’alternance de périodes de sécheresse et de pluie. La totalité de la commune est en aléa moyen ou fort (94,5 % au niveau départemental et 48,5 % au niveau national). Sur les 94 bâtiments dénombrés sur la commune en 2019, 94 sont en aléa moyen ou fort, soit 100 %, à comparer aux 93 % au niveau départemental et 54 % au niveau national. Une cartographie de l'exposition du territoire national au retrait gonflement des sols argileux est disponible sur le site du BRGM,.
Par ailleurs, afin de mieux appréhender le risque d’affaissement de terrain, l'inventaire national des cavités souterraines permet de localiser celles situées sur la commune.
La commune a été reconnue en état de catastrophe naturelle au titre des dommages causés par les inondations et coulées de boue survenues en 1988, 1999, 2009 et 2018. Concernant les mouvements de terrains, la commune a été reconnue en état de catastrophe naturelle au titre des dommages causés par la sécheresse en 1989, 1991, 1998, 2003, 2012 et 2015 et par des mouvements de terrain en 1999.

## Histoire
Émile Taillebois y découvre en 1888 des monnaies en or et en argent datant 1285 à 1471.

## Politique et administration
| Période   | Période  | Identité                   | Étiquette | Qualité     |
| --------- | -------- | -------------------------- | --------- | ----------- |
| 1791      | 1792     | Jean Fauga                 |           |             |
| 1792      | 1795     | Clément Mendouse           |           |             |
| 1795      | 1811     | Jean Fauga                 |           |             |
| 1811      | 1815     | François Fagedet           |           |             |
| 1815      | 1832     | François Lacroix           |           |             |
| 1832      | 1834     | Jean François Sahuque      |           |             |
| 1834      | 1843     | Jean Baptiste Lamothe      |           |             |
| 1843      | 1848     | François Fagedet           |           |             |
| 1848      | 1852     | Jean Suran                 |           |             |
| 1852      | 1855     | Jean Baptiste Lamothe      |           |             |
| 1856      | 1862     | Jean Baptiste Aimé Fauga   |           |             |
| 1862      | 1863     | Jean Baptiste Victor Fauga |           |             |
| 1863      | 1863     | Joseph Paul Martres (de)   |           |             |
| 1863      | 1864     | Jean Baptiste Victor Fauga |           |             |
| 1864      | 1864     | Joseph Paul Martres (de)   |           |             |
| 1864      | 1864     | Jean Baptiste Victor Fauga |           |             |
| 1864      | 1870     | Joseph Paul Martres (de)   |           |             |
| 1870      | 1871     | Jean Barada                |           |             |
| 1871      | 1871     | Louis Dastarac             |           |             |
| 1871      | 1880     | Joseph Paul Martres (de)   |           |             |
| 1880      | 1887     | Bertrand Caubet            |           |             |
| 1887      | 1890     | Louis Boutan               |           |             |
| 1890      | 1890     | Gabriel Saint-german       |           |             |
| 1890      | 1908     | Jean Barada                |           |             |
| 1908      | 1925     | Augustin Suran             |           |             |
| 1925      | 1930     | Isidore Daries             |           |             |
| 1930      | 1935     | Ismaël Suran               |           |             |
| 1935      | 1938     | Roger Busquere             |           |             |
| 1938      | 1944     | Omer Laborie               |           |             |
| 1944      | 1974     | Osmin Soules               |           |             |
| 1974      | 1989     | Didier Saint-supery        |           |             |
| 1989      | 2014     | Robert Coueilles           |           |             |
| mars 2014 | 2020     | Gérard Fauré               | DVG       | Agriculteur |
| 2020      | En cours | Pierre Danos               |           |             |

## Démographie
L'évolution du nombre d'habitants est connue à travers les recensements de la population effectués dans la commune depuis 1793. Pour les communes de moins de 10 000 habitants, une enquête de recensement portant sur toute la population est réalisée tous les cinq ans, les populations de référence des années intermédiaires étant quant à elles estimées par interpolation ou extrapolation. Pour la commune, le premier recensement exhaustif entrant dans le cadre du nouveau dispositif a été réalisé en 2005.

En 2022, la commune comptait 181 habitants, en évolution de +1,12 % par rapport à 2016 (Gers : +1,04 %, France hors Mayotte : +2,11 %).
| 1793 | 1800 | 1806 | 1821 | 1831 | 1841 | 1846 | 1851 | 1856 |
| ---- | ---- | ---- | ---- | ---- | ---- | ---- | ---- | ---- |
| 605  | 659  | 680  | 657  | 644  | 653  | 611  | 621  | 605  |

| 1861 | 1866 | 1872 | 1876 | 1881 | 1886 | 1891 | 1896 | 1901 |
| ---- | ---- | ---- | ---- | ---- | ---- | ---- | ---- | ---- |
| 617  | 566  | 512  | 544  | 515  | 526  | 496  | 462  | 445  |

| 1906 | 1911 | 1921 | 1926 | 1931 | 1936 | 1946 | 1954 | 1962 |
| ---- | ---- | ---- | ---- | ---- | ---- | ---- | ---- | ---- |
| 446  | 424  | 363  | 368  | 352  | 309  | 311  | 288  | 276  |

| 1968 | 1975 | 1982 | 1990 | 1999 | 2005 | 2006 | 2010 | 2015 |
| ---- | ---- | ---- | ---- | ---- | ---- | ---- | ---- | ---- |
| 260  | 211  | 187  | 188  | 154  | 169  | 171  | 166  | 171  |

| 2020 | 2022 | - | - | - | - | - | - | - |
| ---- | ---- | - | - | - | - | - | - | - |
| 180  | 181  | - | - | - | - | - | - | - |

## Économie

### Revenus
En 2018  (données Insee publiées en septembre 2021), la commune compte 71 ménages fiscaux, regroupant 179 personnes. La médiane du revenu disponible par unité de consommation est de 23 040 € (20 820 € dans le département).

### Emploi
|                | 2008  | 2013  | 2018  |
| -------------- | ----- | ----- | ----- |
| Commune        | 2,1 % | 6,9 % | 3,8 % |
| Département    | 6,1 % | 7,5 % | 8,2 % |
| France entière | 8,3 % | 10 %  | 10 %  |

En 2018, la population âgée de 15 à 64 ans s'élève à 105 personnes, parmi lesquelles on compte 79 % d'actifs (75,2 % ayant un emploi et 3,8 % de chômeurs) et 21 % d'inactifs,. Depuis 2008, le taux de chômage communal (au sens du recensement) des 15-64 ans est inférieur à celui de la France et du département.
La commune fait partie de la couronne de l'aire d'attraction de Toulouse, du fait qu'au moins 15 % des actifs travaillent dans le pôle,. Elle compte 21 emplois en 2018, contre 21 en 2013 et 18 en 2008. Le nombre d'actifs ayant un emploi résidant dans la commune est de 79, soit un indicateur de concentration d'emploi de 26,5 % et un taux d'activité parmi les 15 ans ou plus de 55,3 %.
Sur ces 79 actifs de 15 ans ou plus ayant un emploi, 15 travaillent dans la commune, soit 19 % des habitants. Pour se rendre au travail, 84,8 % des habitants utilisent un véhicule personnel ou de fonction à quatre roues, 2,5 % les transports en commun, 1,3 % s'y rendent en deux-roues, à vélo ou à pied et 11,4 % n'ont pas besoin de transport (travail au domicile).

### Activités hors agriculture
4 établissements sont implantés  à Lahas au 31 décembre 2019.
Le secteur de l'administration publique, l'enseignement, la santé humaine et l'action sociale est prépondérant sur la commune puisqu'il représente 50 % du nombre total d'établissements de la commune (2 sur les 4 entreprises implantées  à Lahas), contre 12,3 % au niveau départemental.

### Agriculture
La commune est dans les « Coteaux du Gers », une petite région agricole occupant l'est du département du Gers. En 2020, l'orientation technico-économique de l'agriculture  sur la commune est la culture de céréales et/ou d'oléoprotéagineuses.
|               | 1988  | 2000 | 2010 | 2020  |
| ------------- | ----- | ---- | ---- | ----- |
| Exploitations | 32    | 23   | 16   | 21    |
| SAU (ha)      | 1 150 | 990  | 753  | 1 199 |

Le nombre d'exploitations agricoles en activité et ayant leur siège dans la commune est passé de 32 lors du recensement agricole de 1988  à 23 en 2000 puis à 16 en 2010 et enfin à 21 en 2020, soit une baisse de 34 % en 32 ans. Le même mouvement est observé à l'échelle du département qui a perdu pendant cette période 51 % de ses exploitations,. La surface agricole utilisée sur la commune a quant à elle augmenté, passant de 1 150 ha en 1988 à 1 199 ha en 2020. Parallèlement la surface agricole utilisée moyenne par exploitation a augmenté, passant de 36 à 57 ha.

## Culture locale et patrimoine

### Lieux et monuments
- Église Saints-Abdon-et-Sennen de Lahas.
- Chapelle Notre-Dame-de-Dieuzaide de Baupas.

### Héraldique
| Blason de Lahas | Blason  | D'azur à deux saints d'or. Saint Abdon et saint Sennen sont les saints patron de l'église et probablement aussi du village |
| Blason de Lahas | Détails | Le statut officiel du blason reste à déterminer.                                                                           |